# Osuwisko Szklarki
Osuwisko Szklarki – osuwisko gruntu w masywie Maślanej Góry w Beskidzie Niskim, na terenie wsi Szymbark. Największe historyczne osuwisko w całych polskich Karpatach.
Osuwisko powstało na południowo-wschodnim stoku Maślanej Góry w 1784 r. Ponowne ożywienie osuwiska miało miejsce w 1913 r., kiedy po katastrofalnych opadach zwały ziemi i skał spływały przez kilka miesięcy w dolinę potoku Szklarka. Górna krawędź niszy osuwiskowej znajduje się nieco poniżej linii grzbietu, łączącego wierzchołek Maślanej Góry ze szczytem Jeleniej Góry. Poniżej opis osuwiska autorstwa Adama Wójcika z 1959 r.:

Każdy zwiedzający może zaobserwować, skręcając w prawo z zielonego szlaku turystycznego Stróże – Szymbark, najpierw strome krawędzie obrywu, potem głęboką niszę z licznymi progami i wałami skalno-ziemnymi oraz źródłami i jedynym zachowanym od 1913 r. do chwili obecnej jeziorkiem górskim, zwanym przez miejscową ludność beskidzkim Morskim Okiem. Od zachodniej strony, w gąszczu leśnym, odszukać też warto „Diabelską przepaść” o 20-metrowej ścianie na granicy osuwiska. Osuwisko na Szklarce w Szymbarku ma 2600 m długości przy różnicy wzniesień 285 m. Pojemność jego wynosi 3,5 miliona metrów sześciennych ziemi i gruzu skalnego. Jęzor osuwiska wcisnął się w wąską dolinę potoku Szklarka, wyrwał z normalnego położenia ławice skalne i warstwy łupków, powywracał je, tworząc liczne szczeliny i kopulaste wzgórki, a na samym dole opadł czołem pomarszczonym w nurt potoku. Osuwisko na Szklarce w Szymbarku zniszczyło kilkaset ha lasów, pól, łąk, ogrodów oraz kilka budynków mieszkalnych i gospodarczych.

Kolejne ruchy masowe na osuwisku miały miejsce po długotrwałych deszczach w czerwcu 1974 r. Do dziś nie jest ono całkowicie ustabilizowane: po dłuższych opadach pojawiają się na jego powierzchni liczne źródła i wysięki wody, a w zagłębieniach malutkie stawki. Powierzchnia osuwiska wynosi ok. 48 ha, a grubość osuniętej warstwy sięga 9 m. Część gruntów, odsłoniętych w wyniku zsuwów, zarasta już ponownie roślinnością.

## Osuwisko w literaturze przedmiotu
Jako pierwszy wspomniał tutejsze osuwisko zaledwie w dwa lata po jego powstaniu geograf Ewaryst Andrzej Kuropatnicki przy opisie Szymbarku w swym dziele pt. „Geografia albo dokładne opisanie Królestw Galicji Lodomerii”.  Analizę osuwiska w Szymbarku i innych beskidzkich osuwisk powstałych w 1913 r. opracował i opublikował w 1917 r. geograf Ludomir Sawicki w studium pt. „Osuwiska ziemne w Szymbarku i inne zsuwy powstałe w r. 1913 w Galicyi Zachodniej”. Później zajmowali się nim m.in. geologowie Henryk Teisseyre i Bohdan Świderski. Popularne podsumowanie informacji o osuwiskach we wschodniej części polskich Karpat przedstawił Adam Wójcik w artykule pt. „Osuwiska ziemi w Beskidzie Niskim i w Bieszczadach”.

## Zwiedzanie
Z zielono znakowanego szlaku turystycznego biegnącego grzbietem Maślanej Góry można jedynie zobaczyć górną krawędź osuwiska. Ok. 300 m na wschód od szczytu odgałęzia się od niego szlak znakowany biało-niebieskimi kwadratami, który schodzi wzdłuż osuwiska w dół dolinki Szklarki i sprowadza do doliny Ropy i szosy Grybów-Gorlice w dolnej części Szymbarku zwanej Łęgi. W górnej części, po lewej stronie tego szlaku, w odległości kilkudziesięciu metrów widoczne jest jeziorko „Morskie Oko”.